# ۷۲ (قمری)
۷۲ (قمری)، هفتاد و دومین سال در گاهشماری هجری قمری است. اول محرم این سال برابر با هفتم ژوئن سال ۶۹۱ میلادی است.

## رویدادها
- پایان تسلط زبیریان بر بصره.

- اتمام ساخت مسجد صخره توسط عبدالملک بن مروان.

- آغاز حمله امویان به فرماندهی حجاج بن یوسف ثقفی به مکه؛ مرکز خلافت زبیریان.

- سنگباران کعبه توسط حجاج بن یوسف در جنگ با عبدالله بن زبیر به دستور عبدالملک بن مروان.

## زادگان
حسین بن علی بن حسین